# Hälltjärnen (Grangärde socken, Dalarna, 668215-143512)
Hälltjärnen är en sjö i Ludvika kommun i Dalarna och ingår i Norrströms huvudavrinningsområde.